# Elie Marouni
Elie Marouni, né en 1964, est un homme politique libanais, membre du parti Kataeb.

## Biographie
Il se présente sans succès aux élections législatives de 2000 et 2005 au poste de député maronite de Zahlé dans la vallée de la Békaa à l'est du Liban, mais il est finalement élu, avec le plus grand nombre de voix, en 2009. Proche de l'ancien Président de la République Amine Gemayel, il dirige la section Kataeb de la ville de Zahlé.
À la suite de l'accord de Doha en mai 2008 et la nomination de Skaff au gouvernement d'union nationale dirigé par Fouad Siniora, le parti Kataeb insiste à y être représenté par Elie Marouni, qui obtient le portefeuille du Tourisme.